# Romanche
De Romanche is een 78 kilometer lange rivier in Zuidoost-Frankrijk. Hij ontspringt in het Pelvouxmassief in de buurt van de Barre des Écrins en La Meije, de twee hoogste bergen in de omgeving. De Romanche stroomt door de Vallée de la Romanche en mondt uit in de Drac bij Champ-sur-Drac ten zuiden van Grenoble.
De Romanche stroomt door de volgende departementen en plaatsen:
- Hautes-Alpes: La Grave
- Isère: Le Bourg-d'Oisans, Livet-et-Gavet, Vizille, Champ-sur-Drac

## Geschiedenis

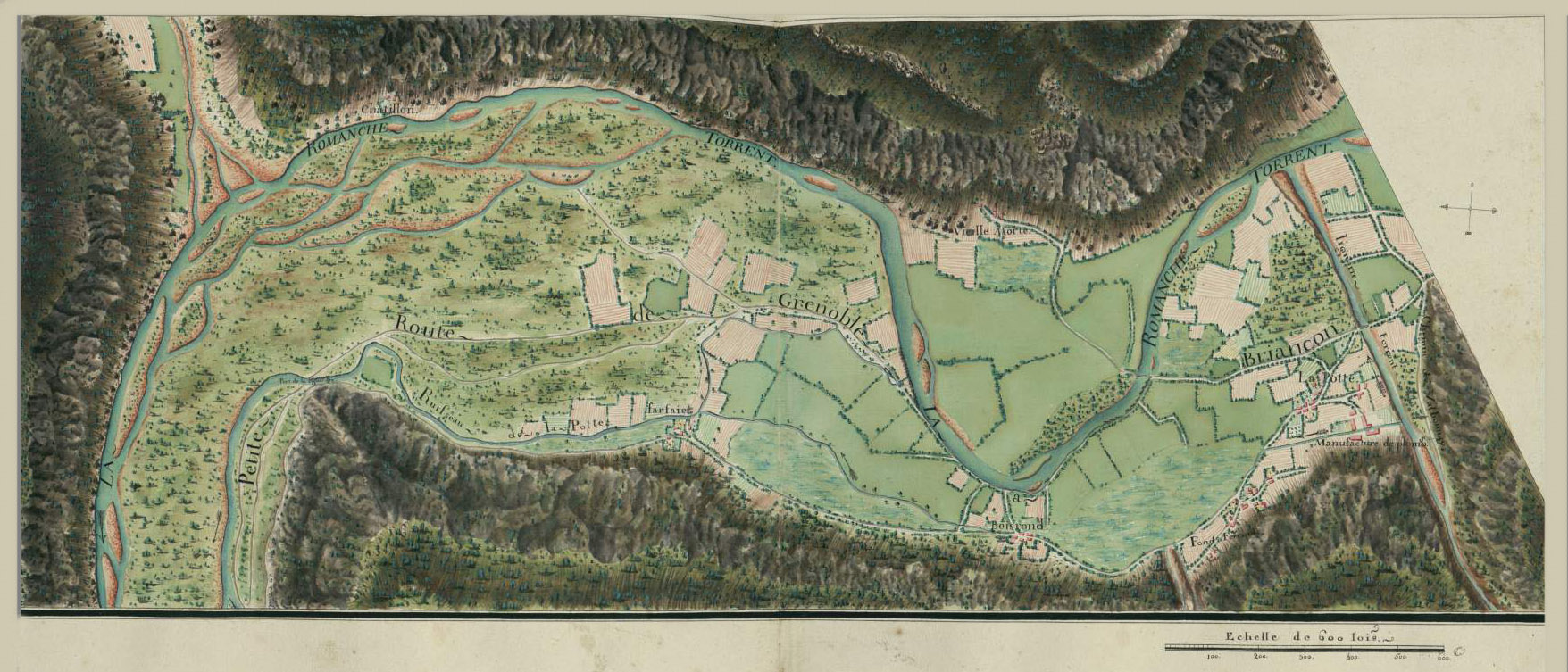
Kaart van de vallei van de Romanche tussen Livet-et-Gavet en Le Bourg-d'Oisans, extract uit de Atlas de Trudaine uit het midden van de 18e eeuw

In de Middeleeuwen ontstonden telkens verschillende relatief grote meren in de vlakte van Bourg-d'Oisans ten gevolge van landverschuivingen ter hoogte van de torrent van l'Infernet in de gemeente Livet-et-Gavet. Een van deze meren bestond brak in 1219 plots door, waardoor het gebied stroomafwaarts - tot en met Grenoble - getroffen werd door een zeer zware plotse overstroming. De politiek en economie van Grenoble zouden getekend worden door de gevolgen van deze zware overstroming.
- Bibliothèque nationale de France: cb11962085s (data)
- Gemeinsame Normdatei: 4635893-6
- Virtual International Authority File: 237457333